# فینه (جغرافیا)

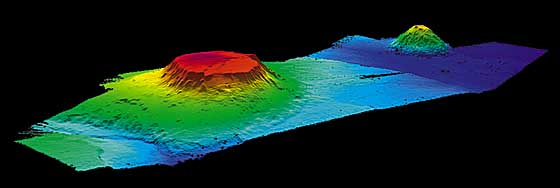
کوه دریایی بیر، نمونه‌ای از یک فینه.

فینه (به انگلیسی: guyot) به کوه‌های زیرآبی آتش‌فشانی منفرد و جدا افتاده که قله تخت آن‌ها دست‌کم ۲۰۰ متر پایین‌تر از سطح دریا و اقیانوس باشد، گفته می‌شود. قطر این قله‌های تخت ممکن است از ۱۰ کیلومتر بیشتر باشد.
فینه‌ها نخستین بار در زمان جنگ جهانی دوم و در زمانی که کف اقیانوس‌ها به وسیله دستگاه سونار بررسی شد کشف شدند.